# Pfeiler der Nautae Parisiaci

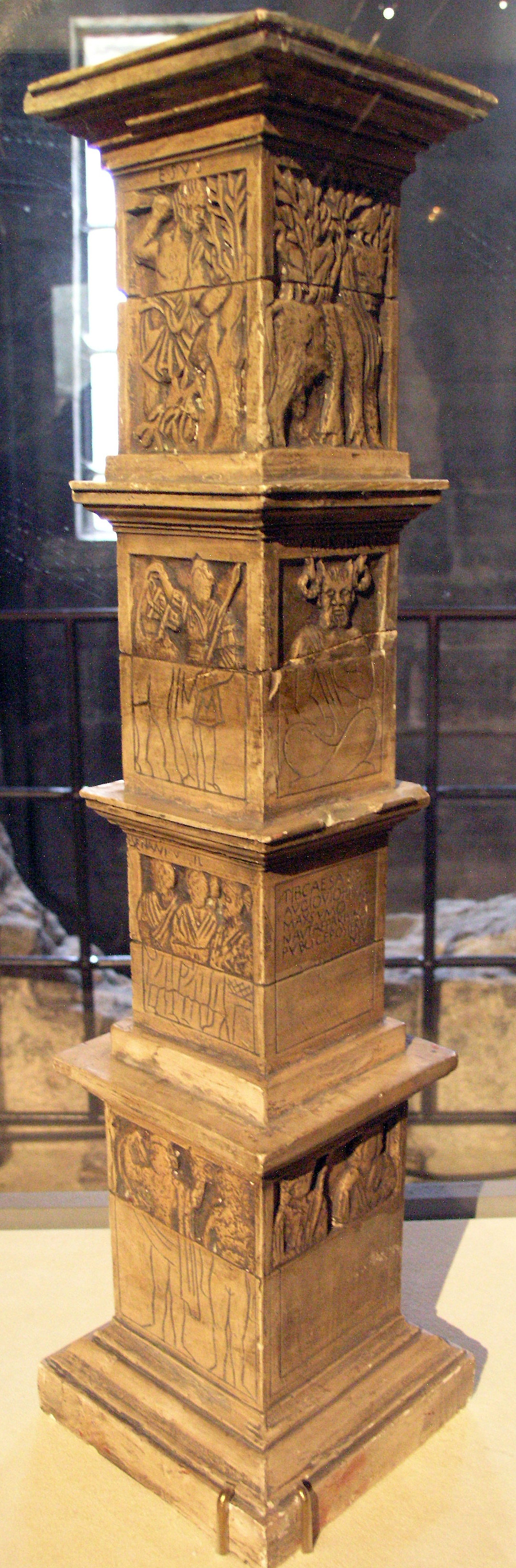
Modell der Rekonstruktion der Stele der Nautae Parisiaci

Der Pfeiler der Nautae Parisiaci (deutsch parisische Schiffsleute), auch bekannt als Pariser Nautenpfeiler (französisch Pilier des nautes), ist ein Monument mit Darstellungen verschiedener Gottheiten aus der römischen und der gallischen Mythologie. Durch die Weiheinschrift ins erste Viertel des 1. Jahrhunderts n. Chr. datierbar, stand er wohl ursprünglich in einem Heiligtum in der gallorömischen civitas Lutetia (dem heutigen Paris). Er gehört zu den frühesten Beispielen von Inschriften der figürlichen gallischen Kunst und befindet sich im Musée national du Moyen Âge.

## Beschreibung

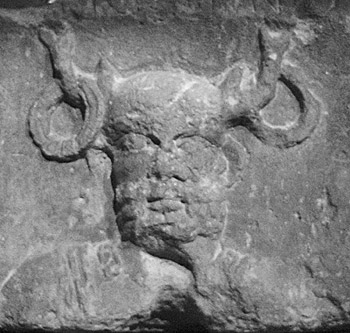
Cernunnos-Darstellung auf der Stele

Die Säule besteht aus einer pierre de Saint-Leu-d'Esserent genannten Art von Kalkstein aus Saint-Leu im Département Oise. Im Original maß sie wahrscheinlich 5,24 m in der Höhe und hatte eine Breite von 0,91 m an der Basis und von 0,74 m an der Spitze. Sie setzte sich ursprünglich aus vier Quadern mit jeweils quadratischem Grundriss zusammen, die sich nach oben verjüngen. Die konkrete Anordnung jedes einzelnen Blocks ist unklar (es bestehen 64 Möglichkeiten).
Der komplett erhaltene oberste Block zeigt Jupiter, Esus, den Tarvos Trigaranus („der Stier mit den drei Kranichen“) und Vulcanus. Jupiter steht, in der einen Hand einen Speer, in der anderen seine Donnerkeile. Esus ist in derselben Haltung wie wohl auch Smertios abgebildet, jedoch hält er in der Rechten eine Hippe, mit der er sich an einem weidenähnlichen Baum zu schaffen macht. Der Stier mit den drei Kranichen steht anscheinend zwischen zwei Bäumen, die jenem des Esus-Fries gleichen, wobei zwei Kraniche auf seinem Rücken und einer auf seinem Haupt zu sehen sind. Vulcanus ist frontal stehend mit seinen üblichen Schmiedewerkzeugen abgebildet.
Der zweite Block, von dem nur die obere Hälfte erhalten ist, stellt gemäß den Inschriften Cernunnos, Smertrios, Castor und (aufgrund der Ähnlichkeit zur Castor-Darstellung) wohl Pollux dar, dessen Name fehlt. Cernunnos ist mit einem kurzen Geweih, an dem zwei torques hängen, dargestellt; aufgrund der Anordnung seines Oberkörpers – der Raum würde nicht ausreichen, um ihn mit ausgestreckten Beinen zu zeigen – kann man mit gewisser Sicherheit eine buddha-artige Körperhaltung annehmen, die auch auf anderen Darstellungen desselben Gottes erscheint. Von dem im Profil abgebildeten Smertios ist ebenfalls nur der Oberkörper zu sehen; der Gott hält in der rechten Hand eine Art Keule und scheint eine schlangenähnliche Gestalt anzugreifen. Die Abbildungen von Castor und Pollux zeigen beide Dioskuren mit einer Lanze neben ihren Pferden.
Vom dritten Quader ist wiederum bloß die obere Hälfte erhalten, auf welcher sich auch die Weihinschrift befindet. Was sich im unteren Teil des beschriebenen Feldes befand, ist heute nicht mehr zu ermitteln. Auf zwei der übrigen Seiten sind jeweils drei Männer mit Schild und Speer abgebildet, wovon die eine Gruppe bartlos, die andere, mit der Überschrift EVRISES bärtig erscheint. Eine weitere schlechterhaltene Gruppe zeigt mindestens drei Personen in ziviler Kleidung, vermutlichen Togen. Einige Forscher interpretierten diese Personen als weiblich, was Peter Scherrer allerdings ausschließt. Die unvollständige Inschrift unter diesen Personen lautet SENAN.
Der unterste Block ist etwas breiter als die oberen, wobei wiederum die untere Hälfte fehlt und die erhaltene obere aus zwei Teilen zusammensetzt ist. Auf den vier Seiten sind jeweils zwei Figuren dargestellt. Die Inschriften sind zum größten Teil unleserlich oder ganz verschwunden. Aufgrund seines Helmes lässt sich Mars relativ eindeutig identifizieren; er befindet sich in Begleitung einer unbekannten weiblichen Gestalt. Fortuna steht neben einem anscheinend einmal speerbewehrten Gott, während Mercurius und Venus nur ahnungsweise identifizierbar sind und ihre jeweiligen Begleiter unbekannt bleiben müssen.

## Inschrift
Die Hauptdedikation nennt den römischen Gott Jupiter (Iuppiter Optimus Maximus), es folgen Mars, Fortuna, die Dioskuren Castor und Pollux, sowie Vulcanus. Von den gallischen Gottheiten werden Esus, der Tarvos Trigaranus, Smertrios und Cernunnos genannt. Zu verschiedenen Figuren, insbesondere auf dem Sockelstück, fehlen die Inschriften; sie sind im Laufe der Zeit unleserlich geworden oder vollständig verschwunden.
Datieren lässt sich die Stele durch die Widmung an Kaiser Tiberius (14–37 n. Chr.). Sie ist als Stiftung der parisischen Schiffsleute deklariert, also einer Art Gilde der lokalen Seine-Schiffer. Die eigentliche Weihinschrift lautet:
TIB(erio) CAESARE /
AUG(usto) IOVI OPTUM[o] /
MAXSUMO /
NAUTAE PARISIACI /
PUBLICE POSIERUNT //
Übersetzung: Dem Tiberius Caesar Augustus (und) dem Iuppiter Optimus Maximus haben die parisischen Schiffsleute (diese Stele) öffentlich errichtet.
Auf den anderen Flächen folgt nun eine Reihe von Namen oder Titeln, von denen nicht alle geklärt sind. Interessant hier ist vor allem eine der seltenen Nennungen des Götternamens Cernunnos. Ebenfalls zu bemerken ist das Ausbleiben einer interpretatio Romana, der Neuinterpretation lokaler Gottheiten als „Manifestationen“ römischer Götter, bei welchen die keltischen Namen zu bloßen Beinamen der römischen Götter werden.
EURISES // SENANI U[S]EILONI //
IOVIS // TARVOS TRIGARANUS //
VOLCANUS // ESUS //
[C]ERNUNNOS // CASTOR // [3] //
SMER[trios?] //
FOR[tuna?] // ]TVS[
eurises könnte möglicherweise ein gallischer Ausdruck zur Nennung der Stifter sein.
senani oder senant ist ebenso wenig geklärt (womöglich ist wie in senatus die Wurzel *sen- „alt“ darin enthalten), während die weitere Lesung u[s]eiloni sehr ungewiss bleibt.

## Bedeutung
Die Stele ist ein Beispiel für den Synkretismus der gallorömischen Kultur. Sie zeigt einerseits römische Gottheiten: Jupiter als Reichsgott, Mars als Kriegsgott, Venus als mythologische Stammmutter des iulischen Kaiserhauses, Fortuna, die Dioskuren als Schutzgötter der Seefahrer, Mercurius als Gott der Reisenden sowie Vulcanus, der als „Ingenieurgott“ dem Schiffsbau zugerechnet wurde. Dies belegt die Identifikation der Stifter mit dem römischen Staat. Gleichwertig daneben sind gallische Götter abgebildet.
Scherrer nimmt an, dass die Stifter, die Nautae Parisiaci, als lokale Auxiliartruppen die Stele im Zusammenhang mit den Feldzügen des Germanicus um 16 n. Chr. errichteten. Die Gruppe der Togaträger auf dem dritten Block deutet er als Darstellung der Bürgerrechtsverleihung an Veteranen der Nautae Parisiaci, die an den Drusus-Feldzügen teilgenommen hatten.

## Geschichte der Stele
Die gallische Stadt Lutetia war größtenteils noch auf die Île de la Cité beschränkt. Caesar erwähnt sie in seinem De bello gallico. In gallorömischer Zeit entstanden am Südufer der Seine das Forum und verschiedene Tempel. Die Säule stand wahrscheinlich vor einem dieser Heiligtümer.
Irgendwann im 3. Jahrhundert wurden die Steinblöcke der Säule entzweigebrochen und zur Verstärkung der flussseitigen Stadtmauern verwendet. Im Laufe der Jahrhunderte wurden die Ufer der Insel immer weiter ausgebaut, so dass die Werft des 3. Jahrhunderts nun einige Dutzend Meter vom heutigen Flussufer entfernt liegt. Die römische Mauer verlief unter der heutigen Kathedrale Notre-Dame de Paris, wo die Bruchstücke des Pfeilers gefunden wurden. Unmittelbar westlich der heutigen Kathedrale war im Jahre 528 durch Childebert I. eine Kathedrale des heiligen Stephan erbaut worden, Notre-Dame entstand erst in den folgenden Jahrhunderten und die Stadtmauer war im 6. Jahrhundert noch intakt. Der Fundort der Spolie ist daher keineswegs ein Nachweis dafür (wie oft behauptet), dass an dieser Stelle der gallorömische Tempel stand, in oder vor dem die Säule platziert war, vielmehr kann sie von irgendeinem anderen Standort im antiken Lutetia stammen, entweder auf der Île de la Cité oder aus der römischen Stadterweiterung südlich der Seine.
Die Säule wurde am 6. März 1710 entdeckt (und nicht im Jahre 1711, wie oft fälschlicherweise angegeben), als man eine Krypta unter dem Mittelschiff der Kathedrale anlegte. Die Inschrift wurde zuerst zwei Jahre später von Charles César Baudelot de Dairval publiziert. Nicht alle Stücke wurden geborgen, und so fehlen für drei der Blöcke noch heute die unteren Hälften. Nach ihrer Entdeckung wurden die Quader ins Hôtel de Cluny gebracht, ein geistliches Haus aus dem Mittelalter, das seinerseits über den Resten einer römischen Therme aus dem zweiten Jahrhundert errichtet worden war. Dieses Gebäude beherbergt heute das Musée national du Moyen Âge.
In seinem postum erschienenen Werk Collectanea etymologica (1717) hat Gottfried Wilhelm Leibniz eine Deutung der Inschriften und Reliefs versucht. Neben korrekten Zuordnungen (Tarvos Trigaranus, Cernunnos – den er allerdings zu Bacchus stellt) sind einige Vermutungen heute widerlegt (Esus wird mit Ares und einem fiktiven germanischen Gott Erich gleichgesetzt).
Im Jahre 2001 wurden die Blöcke restauriert und von ihrer Patina befreit, die sich seit ihrer Entdeckung gebildet hatte. Die einzelnen Blöcke sind im Musée national du Moyen Âge zu besichtigen.